# Brachylomia vinctuncula
Brachylomia vinctuncula là một loài bướm đêm trong họ Noctuidae.